# ناثانيل بيفيرلي تاكر
ناثانيل بيفيرلي تاكر (بالإنجليزية: Nathaniel Beverley Tucker)‏ هو كاتب أمريكي، ولد في 6 سبتمبر 1784، وتوفي في 26 أغسطس 1851.